# DoDonPachi Daiōjō
DoDonPachi Daiōjō (怒首領蜂 大往生) est un jeu vidéo développé par Cave et édité par AMI. Il s’agit d’un shoot 'em up à défilement vertical de type manic shooter. Il est paru en 2002 sur borne d'arcade, puis porté sur PlayStation 2 en 2003. C'est le troisième épisode de la série DonPachi développé par Cave, et le quatrième opus en comptant DoDonPachi II développé par la société taïwanaise IGS.
Il a été porté sur iOS sous le titre DoDonPachi Blissful Death.

## Équipe de développement
- Producteur : Ken'ichi Takano
- Réalisateur : Tsuneki Ikeda
- Programmeur en chef : Tsuneki Ikeda
- Programmeur : Takashi Ichimura
- Chef designer : Akira Wakabayashi
- Character designer : Shohei Satoh
- Design mécanique : Akira Wakabayashi, Kengo Arai, Hiroyuki Tanaka
- Design des décors : Hiroyuki Tanaka, Shohei Satoh
- Producteur musical : Shohei Satoh
- Compositeur : Manabu Namiki, Hitoshi Sakimoto
- "Roi" des débogueurs : Satoshi Kouyama
- Super Adviser : Junya Inoue
- Assistant spécial : Toshiaki Tomizawa, Yasushi Imai

## Équipe de développement sur la version "Black Label"
- Planning : Tsuneki Ikeda
- System program : Takashi Ichimura
- Modification du titre : Akira Wakabayashi
- Assistants spéciaux : Toshiaki Tomizawa, Mikio Yamaguchi, Satoshi Kouyama